# Bahnhofstraße 10 (Weißenburg)

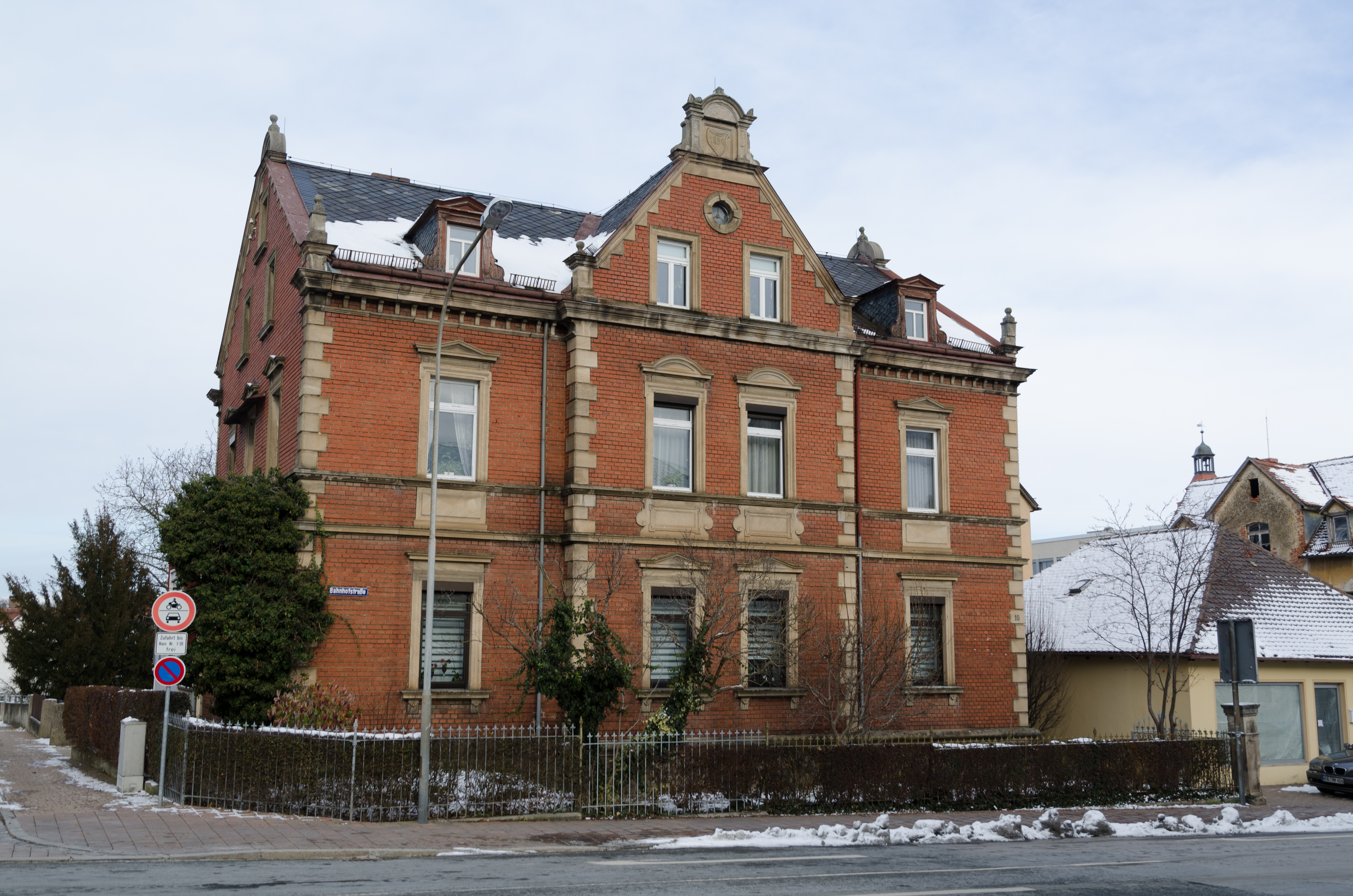
Das Haus Bahnhofstraße 10 im Dezember 2012

Das Gebäude Bahnhofstraße 10 ist ein villenartiges Wohngebäude in Weißenburg in Bayern, einer Großen Kreisstadt im mittelfränkischen Landkreis Weißenburg-Gunzenhausen. Das Gebäude ist unter der Denkmalnummer D-5-77-177-597 als Baudenkmal in die Bayerische Denkmalliste eingetragen.

## Geographische Lage
Das Gebäude befindet sich in einer Ecklage auf einer Höhe von 420 Metern über NHN am südwestlichen Rand der denkmalgeschützten Altstadt Weißenburgs. Unweit befinden sich der Weißenburger Bahnhof, die Gebäude des Landratsamtes Weißenburg-Gunzenhausen, das ehemalige Kommandantenhaus der Wülzburg, die Villa Bahnhofstraße 14 und der Weißenburger Südfriedhof. Früher befand sich unweit dieser Stelle ein Teil der Stadtmauer, die im Laufe des 19. Jahrhunderts zur Schaffung einer Straße abgebrochen worden ist.

## Geschichte und Baubeschreibung
Das Gebäude wurde 1890 im Stil der Neurenaissance errichtet. Bauherr war August Held. Das Bauwerk entstand wie zahlreiche andere Villen im Weißenburger Stadtgebiet, als im Zuge der Industrialisierung reichere Familien am Rande der Altstadt Villen errichteten. Der zweigeschossige Satteldachbau liegt in Ecklage und wurde in Ziegelsichtbauweise mit Gliederungen in Naturstein errichtet. Er besitzt einen Mittelrisalit mit Ziergiebeln. Der Balkon ist gusseisern.